# 1635

## Родени
- 18 юли – Робърт Хук, английски учен и изобретател († 1703)
- 28 декември – Елизабет Стюарт, английска принцеса († 1650)

## Починали
- Митрофан Критопулос, гръцки духовник (* 1589)
- 27 август – Лопе де Вега, испански писател (* 1562)